# Keystone (Bildagentur)
Keystone war die grösste schweizerische Bildagentur. Sie war zu je 50 % im Besitz der schweizerischen Nachrichtenagentur SDA und der österreichischen Nachrichtenagentur APA und hielt zwei hundertprozentige Tochtergesellschaften, PPR Media Relations AG (Public Relations) und EQ Images AG (Sportbilder).
Keystone beschäftigte rund 77 Mitarbeiter, darunter 20 festangestellte Fotografen, sowie zahlreiche freie Mitarbeiter. Die Bilder zu internationalen Nachrichten bezog Keystone von den Partneragenturen AP und EPA. Keystone vertrat in der Schweiz weitere wichtige Bildagenturen und Fotografen wie Magnum und arbeitete mit historischen Archiven und Agenturen zusammen wie der Fotostiftung Schweiz und dem Thomas-Mann-Archiv.
Im Jahr 2017 erzielte Keystone einen Umsatz von rund 17 Mio. CHF.
Am 27. April 2018 wurde Keystone rückwirkend auf den 1. Januar 2018 von der Nachrichtenagentur sda übernommen, die zu Keystone-SDA umfirmierte. Das neue multimediale Unternehmen soll insbesondere das Geschäft mit Nichtmedienkunden ausbauen. Die Fusion erfolgte durch einen Beteiligungstausch: APA brachte ihre bisherige 50-%-Beteiligung an Keystone in das neue Unternehmen ein und erhielt dafür einen Anteil von 30 % an Keystone-SDA. APA soll langfristiger IT-Partner der neuen Gesellschaft werden. CEO ist der bisherige CEO der SDA, Markus Schwab, Chef der Redaktionen der bisherige Geschäftsleiter von Keystone, Jann Jenatsch.

## Dienste
Keystone bot täglich rund 1200 Pressebilder über ein eigenes Datenübertragungssystem an, ausserdem Themenbilder aus dem Schweizer Alltag, Porträts von Schweizer Persönlichkeiten und Storys in Form von Bildergeschichten und Reportagen sowie ein Bildarchiv mit über 11 Millionen Bildern. Kunden der Agentur sind hauptsächlich Medien und Werbeagenturen. Weiter machte Keystone auch Fotos im Auftrag von Firmen.
Darüber hinaus bot Keystone Infografiken und Videos an sowie über die hundertprozentigen Tochterfirmen PPR Media Relations AG (früher Photopress AG) einen PR-Bilder- und -Videodienst und über die EQ Images AG einen separaten Sportdienst.

## Geschichte
Keystone geht auf die vom ungarischen Emigranten Bert Garai (1890–1973) aufgebaute amerikanische, aus der 1892 gegründeten Keystone View Company und der Press Illustrated Services hervorgegangene «Keystone Press» zurück, die zwischen den Weltkriegen zu einer der bekanntesten transatlantischen Bildagenturen mit einem Verteilnetz zu den grossen Zeitungskonzernen und mit Filialen in vielen Ländern wurde. In der Schweiz besorgte zuerst Lotte Sigg den Verkauf von Bildern der Keystone-Press-Filiale München an schweizerische Wochenblätter wie Schweizer Illustrierte, Sie & Er, Die Woche, Meyers Modeblatt und In freien Stunden, bevor der Journalist Max Schneider (1924–1998) 1953 den Verkauf übernahm und die selbständige Einzelfirma «Keystone-Press, Max Schneider» in Zürich gründete. 
Diese bot nun auch Fotos der Keystone-Press-Filialen Paris und London an und beschäftigte ab 1954 einen eigenen Fotografen, um auch Bilder aus der Schweiz anbieten zu können. Zur prägenden Figur von Keystone wurde der 1956 zur Agentur gestossene Fotograf Hans-Ulrich Blöchliger (* 1937), zuletzt bis zu seiner Pensionierung 2002 Chefredaktor der Agentur.
In der Schweiz war damals und bis Mitte der siebziger Jahre die 1931 von Eugen Suter als erste schweizerische Fotoagentur gegründete und 1965 an die Jean Frey AG verkaufte Illustrations- und Photopress AG (1997 in Photopress AG umbenannt) die dominierende Bildagentur. Sie vertrieb exklusiv die internationalen Bilder von AP in der Schweiz. Von der an Photopress beteiligten SDA wurde sie, ebenfalls exklusiv, mit deren Nachrichtendienst bedient. Ihre stärkste Konkurrentin war die von Arthur Theodor Pfister 1935 gegründete ATP, die die internationalen Bilder von UPI in der Schweiz vertrieb und auch die Bildrechte der European Press Photo Union (EPU) besass, eines losen Verbandes der wichtigsten europäischen Agenturen wie AFP, dpa, ANSA, PA (Grossbritannien), Pressens Bild (Schweden), Lehtikuva (Finnland), ANP, Belga und Votava (Österreich) und Vorgängerin der 1983 gegründeten EPA. Daneben gab es mit der 1937 gegründeten Presse Diffusion von Joseph Hayot und der 1954 gegründeten Actualités Suisses Lausanne (ASL) von Roland Schlaefli zwei weitere, kleinere Bildagenturen in Lausanne. Presse Diffusion ging 1973 in ASL auf. «Keystone-Press, Max Schneider» war zu dieser Zeit lediglich eine Nischenagentur mit den Auslandbildern der drei Keystone-Press-Filialen und wenigen eigenen Schweizer Bildern.
Als ATP 1962 an Ringier verkauft wurde, behielt Ringier die Bildrechte von UPI und führte den Dienst als Ringier Bilderdienst (RiBiDi) weiter. Die Bildrechte an EPU gab sie an Keystone ab. Diese konnte damit zwar vermehrt aktuelle Bilder anbieten, was aber noch nicht genügte, um zu einem ernsthaften Konkurrenten von Photopress und Ringier zu werden. Dazu fehlte Keystone ein weltumspannendes Netz, vor allem für Bilder aus den USA. Erst als Keystone zusammen mit AFP und DPA einen Fotografen in Washington anstellte, begann der Aufschwung. Darauf gründete Max Schneider im November 1979 die Keystone Press AG und löste die Einzelfirma «Keystone-Press, Max Schneider» auf.
Bis Ende der achtziger Jahre herrschte in der Schweiz nun ein heftiger Konkurrenzkampf zwischen Photopress, Ringier und Keystone, aus dem Keystone schliesslich als Siegerin hervorging. Ringier stellte den Bilderdienst bereits 1974 ein; dessen Archiv stand fortan nur noch den eigenen Redaktionen zur Verfügung. (Ringier vereinigte es 1979 mit den übrigen Bildarchiven des Konzerns zur Ringier Dokumentation Bild (RDB) und öffnete diese 1980 auch externen Kunden; 2009 schenkte Ringier den analogen Bestand daraus dem Kanton Aargau). 1975 erfolgten für den Verdrängungskampf zwischen Keystone und Photopress entscheidende Veränderungen: AP wechselte zur aufstrebenden Keystone, und die SDA löste den Exklusivvertrag mit Photopress auf und belieferte fortan auch Keystone. Obwohl Photopress für die internationalen Bilder mit UPI, die seit dem Verschwinden von ATP ohne Schweizer Partner war, sofort Ersatz fand, war ihr Niedergang nicht mehr aufzuhalten. Mit dazu trug die strategisch verfehlte Aufgabe des Postdienstes 1979 bei, mit der Photopress dessen Kunden zum Wechsel auf das Übermittlungsnetz bewegen wollte, was sich als Fehlüberlegung erwies. Gegen Ende 1980 wendeten sich Keystone und Photopress dann überraschend gemeinsam an die Verleger und teilten ihnen mit, dass ihre Preise vereinheitlicht würden und dass das weitere Bestehen von zwei Bildagenturen nur möglich sei, wenn die 15 grössten Schweizer Zeitungen beide Dienste abonnierten. Die Reaktion der Verleger war durchwegs negativ, worauf die Jean Frey AG Ende 1980 den Dienst der Photopress einstellte und deren Aktien an Keystone verkaufte, das Bildarchiv allerdings zunächst noch behielt.
Mit dem Verschwinden der Photopress verlor UPI wieder ihren Schweizer Partner. Schon Anfang 1981 sprang die 1973 von Balz Röthlin und Felix Widler, zwei ehemaligen Photopress-Mitarbeitern, gegründete Zürcher Agentur Bild + News in die Lücke. Die nur einen Postdienst anbietende Kombination von UPI und Bild + News konnte sich jedoch nicht als wirkliche Konkurrenz zu Keystone etablieren. Wirtschaftliche Schwierigkeiten von UPI führten schliesslich dazu, dass sie ihren internationalen Bilderdienst Ende 1984 an Reuters verkaufen musste. AP forderte nun von Keystone, auf die Belieferung der EPA zu verzichten und sie exklusiv zu bedienen, was Keystone ablehnte. AP löste darauf Ende 1984 den Vertrag mit Keystone und arbeitete fortan mit Bild + News zusammen. Keystone tat sich gezwungenermassen mit Reuters zusammen.
1986 übernahm AP Bild + News vom Unternehmer Felix W. Matthys, der sie 1985 übernommen hatte, und führte selbst einen Schweizer Bilderdienst unter eigenem Namen und mit einem Übertragungsnetz ein. Dies führte nach dem sechs Jahre dauernden De-facto-Monopol von Keystone wiederum zu einem heftigen, für beide Seiten ruinösen Preiskampf. Walter Grolimund, Finanzchef des neuen Besitzers von Keystone, Felix Westermann, und der neue Keystone-Verwaltungsratspräsident, Rechtsanwalt Bruno Baer, handelten in der Folge 1991 mit AP einen Zusammenarbeitsvertrag aus, der zur Schliessung des Schweizer AP-Bilderdienstes und zur neuerlichen Zusammenarbeit Keystones mit AP anstelle von Reuters für die internationalen Bilder führte. Das dadurch wiedererlangte Monopol Keystones auf dem Schweizer Pressebildermarkt blieb jedoch nicht einmal ein halbes Jahr lang bestehen. Reuters baute einen eigenen Schweizer Dienst auf, der allerdings ausdrücklich als Komplementärdienst gedacht war und den sie ab 25. Februar 1991 anbot und ab 2006 ausbaute. Für den Dienst wurde ein ungewöhnliches Konzept gewählt, das auf einem Grundangebot (für internationale Bilder) und einer Bilderbörse (für Schweizer Bilder) basiert. 
1991 erwarb Keystone im Nachlassverfahren der Omni Holding des Financiers Werner K. Rey, zu der die Jean Frey AG inzwischen gehörte, das Bildarchiv der ehemaligen Photopress, das bis dahin noch Jean Frey gehört hatte. 1994 stellte Keystone die Bildübermittlung an die Kunden auf das Satellitenverteilnetz von AP um. 1997 nannte sich die Agentur von Keystone Press AG in Keystone und 2009 in Keystone AG um und erwarb im gleichen Jahr die Mehrheit der auf Sportbilder spezialisierten Bildagentur EQ Images AG.

## Besitzerwechsel
In den achtziger Jahren hielt Max Schneider 88 % des Aktienkapitals von 300'000 CHF der Keystone AG. 9 % hielt der Redaktionsleiter Blöchliger, dem Schneider die Aktien nach und nach als Treueprämie oder Gratifikation überlassen hatte, der Rest lag bei zahlreichen Kleinaktionären. Ab 1980 versuchte Max Schneider seine Aktien einzeln zu verkaufen und wollte bis spätestens Ende 1987 die Mehrheit abgeben. Schneider beharrte jedoch zunächst darauf, dass kein einzelner Aktionär ein grösseres Paket halten sollte. Dies und seine Preisvorstellung von 3,9 Mio. CHF verhinderten eine rasche Umsetzung des Vorhabens. So war auch der natürliche Kandidat für eine Übernahme, die Nachrichtenagentur SDA, nur an der Übernahme einer Mehrheitsbeteiligung, allenfalls in einem Konsortium mit den Verlagen, interessiert. Schneider bot Mitte Dezember 1987 zwar eine Mehrheit der SDA und den grösseren Verlagen an, setzte jedoch eine für die Bildung eines Konsortialvertrages unrealistisch kurze Frist an. Er verkaufte schliesslich Ende 1987 73 % der Keystone-Aktien dem in Medienkreisen völlig unbekannten, fast ausschliesslich mit Fremdkapital operierenden Jung-Unternehmer Felix Westermann. Dessen Finanzchef, Walter Grolimund, übernahm nach und nach und ab Dezember 1990 offiziell als Delegierter des Verwaltungsrates die Geschäftsführung, nach seinem Ausscheiden aus den Westermann-Unternehmungen im Frühling 1991 hauptamtlich.
1990 verkaufte Max Schneider die bei ihm verbliebenen 15 % der Aktien hälftig an Grolimund und an den früheren Jean-Frey-Generaldirektor Bruno Baer; dieser wurde zum Verwaltungspräsidenten gewählt. Im Frühling 1991 verkaufte Westermann nach dem Konkurs seiner Unternehmung sein Keystone-Aktienpaket ebenfalls hälftig an Baer und Grolimund, die nun je 44 % an der Gesellschaft hielten. Im November 1991 beschloss die Agentur eine Kapitalerhöhung von 300'000 auf 600'000 CHF, die ebenfalls hälftig von Baer und Grolimund übernommen wurde. 1994 verkaufte Blöchliger seinen Anteil an Baer und dieser das nun eine Mehrheit von 53 % enthaltende Paket umgehend über die C.A.T. Medien AG an den früheren Direktor der (damals im Besitz von Jean Frey stehenden) Druckerei Winterthur Thedy Hummel. Dieser wurde als neuer Mehrheitsaktionär zum Präsidenten des Verwaltungsrates gewählt.
2008 verkauften Hummel und Grolimund 60 % der Keystone-Aktien an die österreichische Nachrichtenagentur APA und den Rest, rund 38 %, an die Schweizer Nachrichtenagentur SDA. Fast alle Kleinaktionäre verkauften ihre Anteile anschliessend ebenfalls an die SDA. Neuer Präsident wurde Walter Grolimund bis zu seinem Austritt aus der Unternehmung 2012, danach Peter Kropsch von der APA und nach dessen Wechsel zur Deutschen Presse-Agentur 2016 sein Nachfolger bei APA, Clemens Pig. 2016 erwarb die SDA die letzte verbliebene Aktie eines Kleinaktionärs und im Juni 2016 10 % des Aktienkapitals von der APA. Die Bildagentur war seither zu je 50 % im Besitz von SDA und APA.

## Chefredaktoren
- 1956–2002: Hans-Ulrich Blöchliger (Titel bis Ende 1987: stellvertretender Geschäftsführer, dann Redaktionsleiter)
- 2002–2003: Andreas J. Minor
- 2003–2005: Alessandro della Valle (Cheffotograf)
- 2005–2018: Tomas Kadlcik

## Verwaltungsratspräsidenten
- 1979–1987: Max Schneider
- 1988–1990: Ernst Bamert
- 1990–1995: Bruno Baer
- 1995–2007: Thedy Hummel
- 2008–2012: Walter Grolimund
- 2012–2016: Peter Kropsch (Deutsche Presse-Agentur)
- 2016–2018: Clemens Pig (Austria Presse Agentur)